# Ferrocarril de Sádaba a Gallur
El ferrocarril de Sádaba a Gallur o ferrocarril de las Cinco Villas fue un ferrocarril de vía métrica en la comarca aragonesa de las Cinco Villas. Partía de Sádaba, en el extremo norte de la comarca y discurría hacia la ribera del Ebro, donde enlazaba en Gallur a la red general de ancho ibérico. 
Se construyó en 1915 con la idea de permitir el transporte de la producción agrícola de la comarca y de ampliar el mercado ferroviario local, con vistas a la posibilidad de una interconexión con Navarra por el Norte. Fue uno de los elementos que colaboró en el desarrollo de la región, permitiendo la exportación del incremento de producción que originó la construcción del Canal de Bardenas. La combinación de regadío e infraestructuras permitió el consiguiente desarrollo de la industria azucarera, cerealista y harinera en la comarca.
Sin embargo, como en muchos ferrocarriles secundarios de ancho métrico, la falta de interoperabilidad con la red general limitó el crecimiento de este ferrocarril y el desarrollo de la red de carreteras en la década de 1960 le arrebató tráfico hasta padecer problemas económicos. Incapaz de garantizarse su viabilidad, fue clausurado el 8 de julio de 1970.

## Historia

### Orígenes
Aunque la idea de un ferrocarril para las Cinco Villas había sido considerada previamente sobre finales de la década de 1870, la idea empezó a reflejarse en varios planes de ferrocarriles secundarios de interés general de la década de 1900. La elección de su trazado fue fuente de un conflicto entre los proponentes de una ruta por Zuera y los Ramírez, caciques de Tauste que defendían el trazado por su localidad.
La línea tiene su origen en el estudio del ferrocarril el 28 de abril de 1909, y el proyecto finalmente terminó cuando la concesión fue concedida el 3 de marzo y aprobada el 12 de octubre de 1912, a Nicolás Escoriaza y Fabro, de la rica familia Escoriaza. Dicha familia, accionista del fabricante de material ferroviario Carde y Escoriaza, tenía intereses en diversos ferrocarriles regionales con el fin de garantizar el mercado para su empresa y promovió la realización final del ferrocarril. Para ello contó con el apoyo de políticos y empresarios de la comarca, especialmente en las tierras de regadío del sur.
La concesión fue el origen de una empresa propia presidida por el político Basilio Paraíso y con el propio Nicolás Escoriaza como vicepresidente. Javier Ramírez de Orúe, alcalde de Tauste y uno de los principales caciques regionales fue también consejero desde 1912, generando un escándalo por su papel como político, expropiador y propietario que le hizo dimitir de la alcaldía. Ramírez favoreció las expropiaciones en Tauste, pasando por sus propias tierras, aunque desencadenó un conflicto con los propietarios de Ejea al tratar de expropiar a bajo precio.
Las obras fueron avanzando poco a poco en un trazado que no ofrecía más obstáculos críticos que el río Ebro, salvado con un puente metálico. Para reducir costes, se optó por el ancho métrico en el recorrido, en una decisión que marcaría a la larga las limitaciones de la línea. En total, fue necesario un capital de seis millones de pesetas para poner en marcha la línea.
El comienzo de la Primera Guerra Mundial causó un alza en el precio de los suministros que adelantó la puesta en servicio de la línea. Se inauguró un primer tramo a Ejea de los Caballeros el 30 de marzo de 1915 ante las autoridades, incluyendo al ministro de Fomento Francisco Javier Ugarte Pagés y al arzobispo de Zaragoza Juan Soldevilla y Romero, aunque el primer tren de pasajeros no surcó la línea hasta el 30 de abril, coincidiendo con las fiestas de Ejea. El tramo final hasta Sádaba fue finalmente abierto el 30 de diciembre de 1915.
La posible ampliación de la línea más al norte, hacia Uncastillo y Sos y la hipotética conexión con el ferrocarril del Irati en Navarra, en el que se había convocado un concurso de proyectos en 1912, quedó para el futuro, habiendo también proyectos indefinidos sobre llevar el tren hacia Jaca, Sangüesa o Zuera.
Pese a ser una línea de ancho métrico y por ello estar desconectada de la red general, tenía expectativas de rentabilidad gracias al tráfico de mercancías. Los principales clientes potenciales de la línea eran empresas agroalimentarias de la región, cuya riqueza cerealista y remolachera esperaba de este ferrocarril secundario una reducción de sus costes logísticos. Destacaba especialmente el tráfico de trigo y harina, que se producía abundantemente en la región y debía transportarse durante kilómetros hasta alcanzar el mercado zaragozano. En 1908, en vísperas de la inauguración del ferrocarril de las Cinco Villas, la estación de la Compañía de Ferrocarriles del Norte en Gallur estaba derivando más de un tercio del cereal consumido en la capital aragonesa. La Primera Guerra Mundial, al generar disparar el precio del trigo, benefició enormemente a estos flujos.
Este flujo de mercancías se vio complementado al poco de inaugurarse el ferrocarril cuando en 1918 el Canal Imperial de Aragón solicitó un ramal para conectar el tráfico mercante fluvial del canal al tren a través del embarcadero de Gallur. La empresa explotaría este tráfico de mercancías de forma conjunta, combinando ferrocarril y navegación interior para generar uno de sus principales tráficos.

### Explotación y vida de la línea
Así, la línea mantuvo una economía más o menos estable durante buena parte de su vida, dirigida por Francisco García Viano y Jesús de Escoriaza y Averly. La línea fue capaz de pagar los préstamos e incluso retribuyó a los accionistas en algunos ejercicios. Pero el desarrollo de la infraestructura española demandaba una actualización del parque móvil. En 1927 hubo aproximaciones para adquirir material y desarrollarse cooperando con el Ferrocarril Central de Aragón, comprándose una nueva locomotora de vapor. En 1929 se recibió financiación de la Caja Ferroviaria del Estado para inversiones. En 1932, la línea tenía beneficios pero decidió no repartir dividendo para poder reinvertirlos en mejoras necesarias en la propia infraestructura y dos años después se actualizaba el parque motor comprando una pareja de automotores térmicos Zaragoza, producto estrella de Carde y Escoriaza en la época. 
Dada la importancia del tráfico de mercancías para la línea, una parte significativa de las circulaciones eran mercantes o servicios mixtos (combinando vagones de mercancías y de pasajeros), junto a algunos trenes "correo" y exclusivamente de pasajeros. El recorrido superaba las dos horas de duración y tenía cuatro circulaciones diarias para pasajeros:
- Un correo a primera hora de la mañana, enlazando en Gallur con otros trenes correo de la Compañía de Ferrocarriles del Norte.
- Un segundo correo a media mañana.
- Un servicio mixto a principios de la tarde, que enlazaba con los trenes de Norte hacia Zaragoza.
- Un último servicio mixto a finales de la tarde.

A estos se sumaban servicios de mercancías (hasta 4 circulaciones al día), especialmente en el segmento de Tauste a Gallur. Entre los mayores generadores de tráfico de la línea se encontraban la Sociedad General Azucarera en Gallur, el Servicio Nacional del Trigo (con silos en Tauste y Ejea de los Caballeros) y la planta de la Sociedad Anónima Cros en Ejea (que contaba con una derivación particular).
Durante la guerra civil española, la estación de Gallur fue objeto de un bombardeo que causó un muerto. También sufrió el traslado temporal de una de sus locomotoras al País Vasco para poner en servicio líneas de ancho métrico tras la caída del frente norte y los daños del bombardeo de Guernica.
En 1953, se acogió al Plan de Mejora y Ayuda del Estado a los Ferrocarriles de vía estrecha para comprar nuevo material rodante, haciéndose con una locomotora más moderna de tracción diésel y en 1958 aprovechó la clausura del vecino ferrocarril de Cortes a Borja para adquirir otro automotor. Con ello terminó la tracción a vapor en la línea.

### Declive
A pesar de este último revulsivo, tras la década de 1950 el tráfico de la línea fue reduciéndose debido a la reorganización del sector harinero y azucarero y la mayor competencia del transporte carretero. Para la década de 1960, el volumen de mercancías había disminuido a la mitad y estaba demasiado lejos de otras redes en ancho métrico para ser integrado en FEVE. Sucesivamente se inauguró una conexión directa por carretera entre Tauste y Alagón (actual A-126) y se cancelaron las ayudas estatales en 1962. La situación llevó a la suspensión de los servicios de viajeros en 1964, siendo suplido el servicio por autobuses. Esta alternativa permitía ahorrar el trasbordo en Gallur y ofrecía tiempos más competitivos a los pasajeros, además de tener menores costes de operación para el operador. Finalmente, la línea fue clausurada el 8 de junio de 1970.

## Trazado
La línea comenzaba en Gallur, en la margen derecha del río Ebro, junto a la estación del ferrocarril de ancho ibérico que empleaba la red general. El edificio de la antigua estación de la línea a Sádaba se preserva actualmente como albergue de peregrinos del Camino de Santiago y destaca frente a las estaciones típicas en la zona al no seguir el estándar de Norte. El edificio, en ladrillo y de dos plantas, tiene decoraciones ornamentales en la fachada y es monumento de interés local. La estación era parte de un complejo más amplio que incluía los talleres de la línea e instalaciones para la carga y descarga de mercancías. Junto a ellas, se edificaron en 1952 viviendas para los trabajadores del ferrocarril, obra de José Borobio Ojeda.
Desde ahí la línea marchaba al norte, cruzando primero el Canal Imperial de Aragón con un puente metálico. La línea se dividía a continuación, partiendo un ramal al embarcadero del Canal Imperial de Aragón donde se producía el trasbordo de mercancías mientras que el tronco principal de la línea continuaba al norte. La rama principal cruzaba el Ebro mediante un puente metálico de 203 metros de luz, principal obra civil de la línea. Este fue construido por La Maquinista Terrestre y Marítima de Barcelona.
La siguiente parada del tren era en Tauste, donde se encontraba una estación de dos plantas con muelles de carga de mercancías al lado. Estas instalaciones fueron ampliadas tras la Guerra Civil para dar servicio a la harinera y el silo de cereal de la localidad. La línea luego seguía hacia el norte, bordeando la localidad por el Oeste, parando en apartaderos en Mira (cuyo barranco cruzaba), Escorón y Añesa y finalmente cruzando el río Arba de Biel mediante un puente de hormigón para entrar en Ejea de los Caballeros.
La sede principal del ferrocarril se encontraba en dicha ciudad, donde aún quedan vestigios del complejo ferroviario. Este incluía un edificio principal que fungía como estación y oficinas, acompañado de almacenes, un depósito de agua para las locomotoras de vapor y el silo del Servicio Nacional del Trigo (SNT), actualmente usado como Escuela de Música de Ejea.
De ahí la línea continuaba por las tierras del Instituto Nacional de Colonización, que en 1960 impuso una parada en la colonia de Bardena del Caudillo. Seguía un apartadero a las afueras de Biota antes de cruzar dos veces el canal de Bardenas con sendos puentes de hormigón y alcanzar la estación terminal de Sádaba, en cuyas cercanías se encontraba situado el silo de grano del SNT.

## Material móvil
El parque original de la empresa incluía las siguientes locomotoras de vapor, designadas de acuerdo a la notación Whyte.
1. “Vizconde de Escoriaza”, 1-3-0-T, fabricada por La Maquinista Terrestre y Marítima (1913)
2. “Domingo Torres”, 1-3-0-T, fabricada por La Maquinista Terrestre y Marítima (1913)
3. Locomotora, 1-3-0-T, fabricada por La Maquinista Terrestre y Marítima (1913)
4. Locomotora, 1-3-0-T, fabricada por La Maquinista Terrestre y Marítima (1913)
5. Locomotora, 0-3-0-T, fabricada por La Maquinista Terrestre y Marítima (1927)

Los coches originales fueron fabricados por Carde y Escoriaza e incluyeron tres coches mixtos, seis coches de tercera y 58 vagones de mercancías.
En 1934 se amplió el parque con nuevas locomotoras, incluyendo dos automotores térmicos tipo Zaragoza fabricados por Carde y Escoriaza. El Plan de Mejora y Ayuda del Estado a los Ferrocarriles de vía estrecha de 1953 permitió a la empresa adquirir una última locomotora de tecnología diésel, fabricado por CAF bajo licencia. Esta locomotora diésel fue empleada en Mallorca tras el fin de la línea y terminó conservada por la Asociación de Amigos del Ferrocarril de Baleares.